# Бьюкенен, Джон (дзюдоист)
Джон Бью́кенен (англ. John Buchanan; 7 декабря 1975, Эдинбург, Великобритания) — британский дзюдоист, участник летних Олимпийских игр 2000 года, бронзовый призёр чемпионата мира 2001 года.

## Спортивная биография
В 2000 году Джон Бьюкенен принял участие в летних Олимпийских играх в Сиднее. В соревнованиях в категории до 60 кг британский спортсмен уже в первом своём поединке уступил испанцу Оскару Пеньясу.
Главным достижением в карьере Бьюкенена стала бронзовая медаль, завоёванная в 2001 году на чемпионате мира в Мюнхене в категории до 60 кг. На чемпионатах Европы британский дзюдоист дважды занимал 5-е место. Также Бьюкенен является 5-кратным чемпионом Великобритании.
В 2004 году, не сумев пробиться на летние Олимпийские игры, Джон Бьюкенен завершил спортивную карьеру.